# Goldcorp
Goldcorp est une ancienne entreprise canadienne d'exploitation et de développement de sites essentiellement aurifères. En septembre 2019, elle fusionne avec Newmont Mining, formant Newmont Goldcorp, le no 1 de son secteur d'activité.
Goldcorp était coté en bourse NYSE avec le code GG et à la bourse de Toronto (TSX) avec le code G.
Son siège social est basé à Vancouver, au Canada. Elle est responsable de l'exploitation de mines au Canada, aux États-Unis et au Mexique. Elle gère le projet canadien Eleonore à Opinaca, un gisement de classe mondiale, près de la baie James, au Canada.

## Historique
Vers le milieu des années 2000, Goldcorp détenait des dizaines de milliers d'acres de propriété, mais ses géologues étaient incapables de trouver des sites aurifères commercialement exploitables. La société était menacée de devoir cesser ses activités. Son CEO Rob McEwen prit la décision de mettre en ligne l'ensemble de données relatives aux terrains de Goldcorp, information qu'aucune société n'avait jamais publiée pour ne pas donner d'avantages à ses compétiteurs. 
La société offrit 500 000 US$ à quiconque pourrait trouver un site aurifère important. La société reçut des centaines de propositions de personnes œuvrant dans différents domaines, découvrant ainsi de nouvelles techniques de prospection. Parmi les propositions, 110 se situaient autour de Red Lake dans l'ouest de l'Ontario, où Goldcorp mit en chantier une mine. En 2011, la société est un géant minier.
Goldcorp serait liée à des actes de violences au Guatemala. La Cour interaméricaine des droits de l'homme lui impose de suspendre ses activités.
En janvier 2014, Goldcorp offre 2,6 milliards de dollars canadien pour le rachat de Osisko Mining, une entreprise québécoise.
En janvier 2019, Newmont Mining annonce l'acquisition de Goldcorp pour 10 milliards de dollars, créant une nouvelle entité prenant le nom de Newmont Goldcorp, et qui deviendrait le premier producteur mondial d'or devant Barrick Gold, ce dernier ayant lancé en septembre 2018 une acquisition d’envergure.